# Церемония открытия парламента (Великобритания)
В Соединённом королевстве Церемо́ния откры́тия парла́мента (англ. State Opening of Parliament) — ежегодное политическое мероприятие, обычно проводящееся в октябре или ноябре и отмечающее начало сессии парламента. Оно проходит в Палате лордов в Вестминстерском дворце.
Церемония открытия является формальным и очень торжественным мероприятием, где жесты и ритуальные речи, не меняющиеся веками, иногда принимают очень символический характер.
Так, даже до начала церемонии подвалы Вестминстерского дворца обыскиваются алебардщиками с фонарями, для того чтобы помешать любой попытке порохового заговора: заговор 1605 года, в самом деле, имел целью разрушение Дворца. Теперь же этот осмотр производится только для вида.

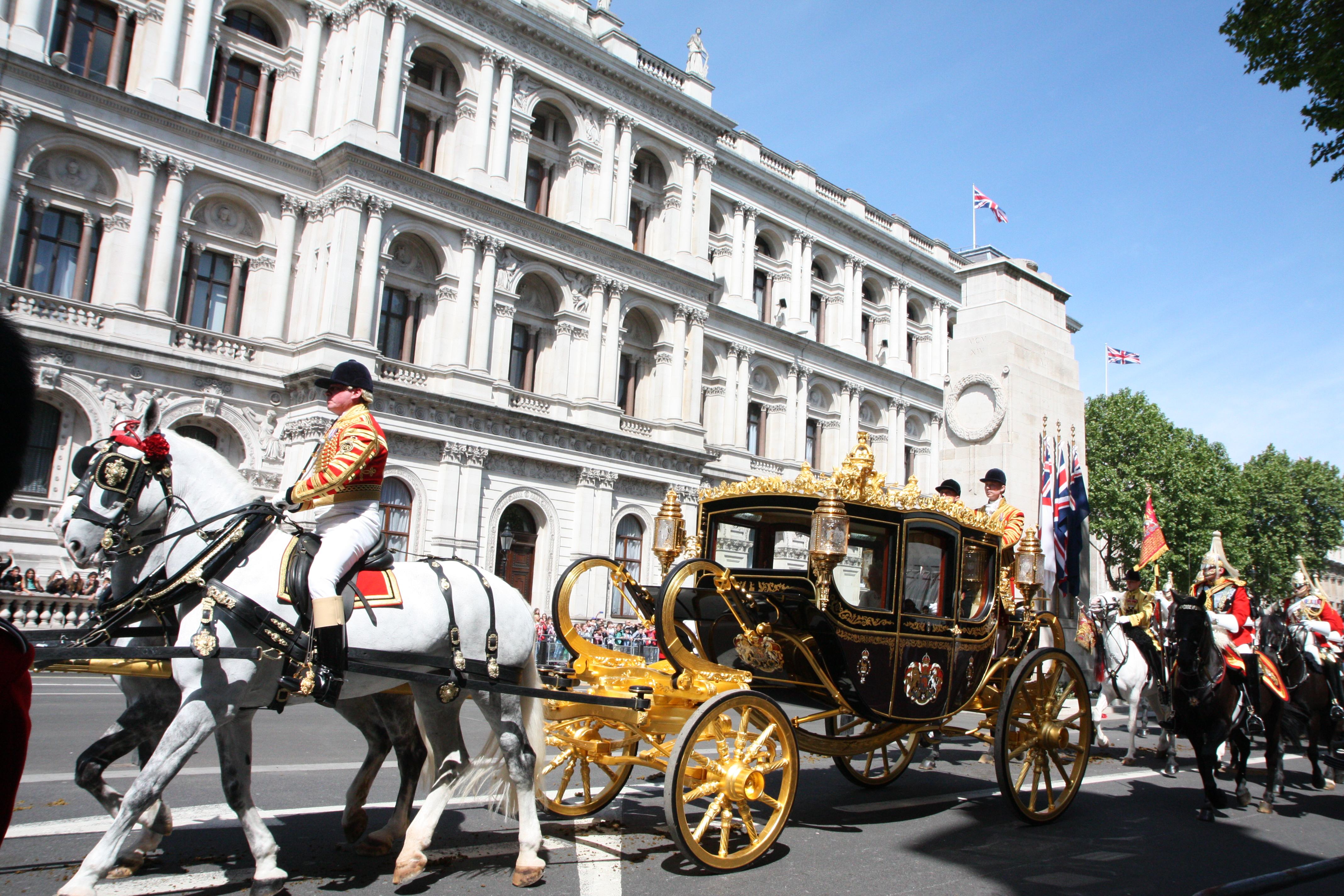
Королева Елизавета II направляется в Вестминстерский дворец на открытие парламента 27 мaя 2015 года

## Ход церемонии
Монарх прибывает в Вестминстер из Букингемского дворца в карете, запряжённой лошадьми, в сопровождении королевской конной гвардии. Он проходит внутрь через специально отведённый для него вход под Башню Виктории.
Над зданием на протяжении всей церемонии вместо «Юнион Джека» развевается королевский штандарт (Royal Standard).
Монарха встречают лорд великий камергер (Lord Great Chamberlain) с длинным деревянным жезлом в руке и герольдмейстер (Black Rod), несущий на плече трость с металлическим наконечником. Они ведут монарха по коридорам, идя впереди него вместе с парламентским приставом (Serjeant-at-Arms), который несёт церемониальную булаву, выкрикивая фразу: Hats off, Strangers! («Гости, шапки долой!»),— чтобы присутствующие обнажили головы перед королём. Так как монарху запрещено входить в палату общин, герольдмейстер ведёт его в палату лордов. Входя туда, монарх приветствует присутствующих, затем садится на приготовленный для него трон и приглашает всех последовать его примеру фразой: My Lords, pray be seated («Милорды, прошу садиться»). Пэры одеты для церемонии в свои парадные красные мантии и парики.
Затем герольдмейстер отправляется в палату общин, чтобы пригласить депутатов присутствовать на королевской речи. Но едва он вошёл на порог зала заседаний этого собрания, депутаты захлопывают дверь прямо перед его носом, чтобы показать ему превосходство нижней палаты и её независимость от королевской власти, посланцем которой он является. После того как герольдмейстер трижды постучал в дверь своей тростью, ему разрешают войти в зал в сопровождении парламентского пристава, который должен забрать из палаты булаву. Он приветствует поклоном спикера, а затем депутатов и следующей фразой официально извещает их о том, что монарх ожидает их в палате лордов: Mr Speaker, The King commands this honourable House to attend His Majesty immediately in the House of Peers («Господин спикер, король повелевает сей достопочтенной Палате незамедлительно присутствовать пред Его Величеством в палате пэров»). По неофициальной традиции, в последние годы извещение герольдмейстера сопровождается вызывающим злободневным отзывом члена парламента от Лейбористской партии и сторонника упразднения монархии Денниса Скиннера, после которого слегка развеселённые депутаты поднимаются со своих мест и идут вслед за парламентским приставом, несущим булаву на плече.
Когда собирается весь парламент (депутаты от общин, однако, остаются в зале стоя), монарх произносит Тронную речь, в которой представляет законодательную программу правительства на предстоящую сессию парламента и которая на самом деле была составлена премьер-министром. Во избежание того, что народные избранники незаконно лишат монарха свободы, вице-камергер королевского двора удерживается в Букингемском дворце и следит за королевской речью по телевидению.
По окончании церемонии монарх сразу отправляется обратно в Букингемский дворец так же, как и приехал — в карете и с сопровождением.